# Billboardlistans förstaplaceringar 1980
Detta är en lista över 1980 års förstaplaceringar på Billboard Hot 100.

## Listhistorik
| Datum        | Låt                                 | Artist                   |
| 5 januari    | Please Don't Go                     | KC and the Sunshine Band |
| 12 januari   | Escape (The Piña Colada Song)       | Rupert Holmes            |
| 19 januari   | Rock with You                       | Michael Jackson          |
| 26 januari   | Rock with You                       | Michael Jackson          |
| 2 februari   | Rock with You                       | Michael Jackson          |
| 9 februari   | Rock with You                       | Michael Jackson          |
| 16 februari  | Do That to Me One More Time         | Captain & Tennille       |
| 23 februari  | Crazy Little Thing Called Love      | Queen                    |
| 1 mars       | Crazy Little Thing Called Love      | Queen                    |
| 8 mars       | Crazy Little Thing Called Love      | Queen                    |
| 15 mars      | Crazy Little Thing Called Love      | Queen                    |
| 22 mars      | Another Brick in the Wall (Part II) | Pink Floyd               |
| 29 mars      | Another Brick in the Wall (Part II) | Pink Floyd               |
| 5 april      | Another Brick in the Wall (Part II) | Pink Floyd               |
| 12 april     | Another Brick in the Wall (Part II) | Pink Floyd               |
| 19 april     | Call Me                             | Blondie                  |
| 26 april     | Call Me                             | Blondie                  |
| 3 maj        | Call Me                             | Blondie                  |
| 10 maj       | Call Me                             | Blondie                  |
| 17 maj       | Call Me                             | Blondie                  |
| 24 maj       | Call Me                             | Blondie                  |
| 31 maj       | Funkytown                           | Lipps Inc                |
| 7 juni       | Funkytown                           | Lipps Inc                |
| 14 juni      | Funkytown                           | Lipps Inc                |
| 21 juni      | Funkytown                           | Lipps Inc                |
| 28 juni      | Coming Up (Live at Glasgow)         | Paul McCartney and Wings |
| 5 juli       | Coming Up (Live at Glasgow)         | Paul McCartney and Wings |
| 12 juli      | Coming Up (Live at Glasgow)         | Paul McCartney and Wings |
| 19 juli      | It's Still Rock and Roll to Me      | Billy Joel               |
| 26 juli      | It's Still Rock and Roll to Me      | Billy Joel               |
| 2 augusti    | Magic                               | Olivia Newton-John       |
| 9 augusti    | Magic                               | Olivia Newton-John       |
| 16 augusti   | Magic                               | Olivia Newton-John       |
| 23 augusti   | Magic                               | Olivia Newton-John       |
| 30 augusti   | Sailing                             | Christopher Cross        |
| 6 september  | Upside Down                         | Diana Ross               |
| 13 september | Upside Down                         | Diana Ross               |
| 20 september | Upside Down                         | Diana Ross               |
| 27 september | Upside Down                         | Diana Ross               |
| 4 oktober    | Another One Bites the Dust          | Queen                    |
| 11 oktober   | Another One Bites the Dust          | Queen                    |
| 18 oktober   | Another One Bites the Dust          | Queen                    |
| 25 oktober   | Woman in Love                       | Barbra Streisand         |
| 1 november   | Woman in Love                       | Barbra Streisand         |
| 8 november   | Woman in Love                       | Barbra Streisand         |
| 15 november  | Lady                                | Kenny Rogers             |
| 22 november  | Lady                                | Kenny Rogers             |
| 29 november  | Lady                                | Kenny Rogers             |
| 6 december   | Lady                                | Kenny Rogers             |
| 13 december  | Lady                                | Kenny Rogers             |
| 20 december  | Lady                                | Kenny Rogers             |
| 27 december  | (Just Like) Starting Over           | John Lennon              |